# Parco interregionale Delta del Po
Il parco naturale interregionale del Delta del Po è il nome che la legge quadro sulle aree protette (Legge n.394 del 1991) aveva previsto per il parco che le Regioni del Veneto e dell'Emilia-Romagna avrebbero dovuto realizzare congiuntamente e di concerto con il Ministero dell'ambiente nel territorio che si estende tra le province di Rovigo, Ferrara e Ravenna in corrispondenza con la foce attuale e storica del fiume Po.

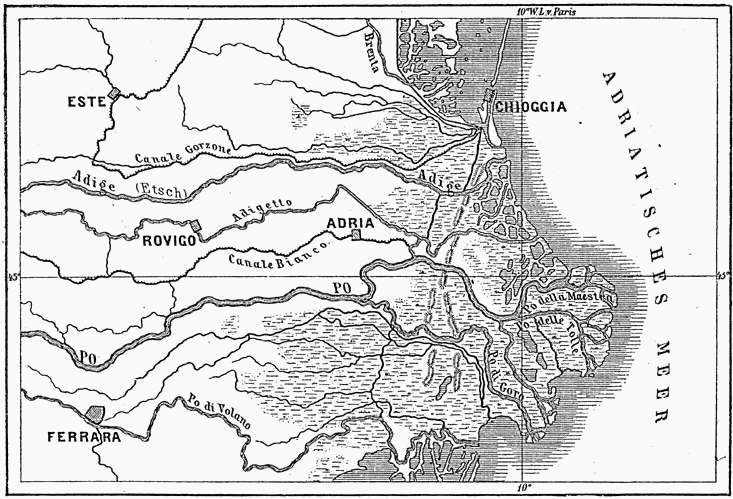
Il delta del Po nel XIX secolo.

## Storia
Anni di polemiche e di diatribe hanno impedito alle due amministrazioni regionali e alle amministrazioni provinciali e comunali coinvolte di raggiungere un accordo circa la gestione congiunta dell'area protetta. Il delta del Po, pur essendo di enorme interesse naturalistico, paesaggistico e storico e pur essendo inserito tra i patrimoni dell'umanità dell'UNESCO, è sede di forti interessi economici, per la presenza, ad esempio, di vaste aree di pesca, di allevamento, di coltivazioni, di produzione energetica (la centrale elettrica di Polesine-Camerini) e ovviamente di interessi turistici.
La storia del parco del Delta del Po comincia nel 1979, quando la regione Emilia-Romagna inizia lo studio per la fattibilità di un parco nazionale. L'idea del parco di interesse nazionale viene poi sostituita con quella di un parco di interesse regionale.
Nel 1988 la LR n.27 del 2 luglio 1988 istituisce il Parco regionale del Delta del Po dell'Emilia-Romagna grande circa 540 km². Nel testo vi è l'impegno di interagire con il Veneto e con lo Stato per la realizzazione di un'area cogestita comprendente tutto il territorio dell'estuario del Po.
Lo Stato conferma la volontà di arrivare ad un unico parco: l'art. 35 della Legge n.394 del 1991 stabilisce che Emilia-Romagna e Veneto istituiscano di concerto, e d'accordo il Ministero dell'ambiente, il Parco naturale interregionale del Delta del Po entro il 1993.
Varie conferenze costituenti e tavoli di trattativa locale non servono a raggiungere un accordo per la creazione di un ente parco cogestito. Dopo 8 anni di gestione provvisoria da parte della provincia di Ferrara e della provincia di Ravenna, l'Emilia-Romagna completato il suo percorso iniziato nel 1988 con la costituzione nel 1996 di un proprio Ente parco.
L'anno successivo nasce il Parco regionale veneto del Delta del Po istituito dalla LR n.36 dell'8 settembre 1997, su un piano approvato nel 1994, comprendente tutto il territorio del vero e proprio estuario del Po in provincia di Rovigo, in 9 comuni, per circa 786 km² di estensione, con circa 120 km² di aree protette.